# Rhapsomatès
Rhapsomatès (en grec : Ῥαψομάτης) est un dignitaire byzantin, gouverneur de Chypre au début des années 1090 et qui se révolte contre l'autorité impériale. Il est vaincu par le mégaduc Jean Doukas et fait prisonnier.

## Biographie
Rhapsomatès tire son nom d'une famille méconnue. Un Basile Rhapsomatès est connu d'un sceau datant du XIIe siècle et il pourrait s'agir du même personnage. Dans la même période, un commerce appartenant à un certain Jean Rhapsomatès existe à Galata, un quartier de Constantinople. Dans tous les cas, Rhapsomatès tient le poste de gouverneur de Chypre sous Alexis Ier Comnène, sans que la nature exacte de sa fonction soit connue. Elle ne semble pas être militaire puisqu'il est décrit dans les sources comme n'ayant jamais manié une épée ou chevauché une monture. Il pourrait alors s'agir d'un juge (kritès), principal poste civil dans les provinces byzantines, ou d'un curateur, un gestionnaire de terres impériales. Une autre hypothèse ferait de lui le catépan de l'île, soit le gouverneur militaire, car aucun autre personnage d'une telle importance n'est mentionné à l'occasion de la révolte, à moins qu'il ait été exécuté d'emblée par Rhapsomatès.
La révolte de Rhapsomatès intervient à la même période que celle de Karykès sur l'île de la Crète. Elle éclate en 1090 ou 1091 et, en février ou mars 1091, Jean l'Oxite publie un pamphlet contre l'empereur Alexis Ier, dans lequel il mentionne les deux rébellions. L'Empire est alors aux prises avec deux menaces d'ampleur : les Petchénègues dans les Balkans et les Seldjoukides en Asie Mineure.
Si la seule apparition de la flotte de Jean Doukas met un terme au soulèvement crétois, à Chypre, Rhapsomatès oppose une résistance plus vive. L'élite locale semble soutenir le rebelle, de même que les troupes impériales qui s'y trouvent, parmi lesquelles des soldats de la tagma des Immortels. Doukas doit débarquer pour mener une campagne terrestre, avec l'aide du général Manuel Boutoumitès. Entamée au printemps 1093, sa durée est méconnue mais elle se conclut par la capture du renégat.
Par la suite, Alexis Ier nomme Eumathios Philokalès comme gouverneur avec le titre de stratopédarque et une importante garnison. Il détient aussi d'importantes compétences fiscales car la révolte de Rhapsomatès s'expliquerait en partie par le rejet de la politique fiscale de l'empereur, d'où la volonté d'une reprise en main.